# William Matthijssen
William Matthijssen (Hoogezand, 22 december 1976) is een Nederlandse grasbaan-zijspancoureur.
William is de zoon van hendrik Willem Matthijssen en Grietje Hoving.
Matthijssen groeide op in het Drentse Annen en begon al op jonge leeftijd met grasbaanracen, eerst solo en vanaf zijn 18e jaar in de zijspanklasse. Ook zijn vader Henk Matthijssen was vele jaren actief in de baansport en werd verschillende keren Nederlands kampioen.
Matthijssen is bekend geworden door zijn goede prestaties in de zijspanklasse van de Nederlandse grasbaansport. Al snel bleek hij een talent en Matthijssen pakte zijn eerste Nederlandse titel in 2001. Ook in 2002 en 2003 pakte hij de Nederlandse titel samen met bakkenist Erwin Boers, tevens wist dit duo in 2002 zilver te behalen op het Europees Kampioenschap.
In 2004 werd er van bakkenist gewisseld. Zijn zusje Nathalie stapte bij William in de bak en dit bleek een gouden combinatie. Het duo Matthijssen/Matthijssen wist vele grote wedstrijden op hun naam te schrijven en werden in 2004, 2005, 2006, 2007, 2008, 2009, 2010 en 2011 Nederlands Kampioen.
In de afgelopen vijf jaar behaalden zij op het EK één keer brons en twee keer zilver en in 2007 , 2009 en 2011 werden zij Europees kampioen.
Matthijssen woont tegenwoordig met zijn vrouw en zoon in Alteveer (Stadskanaal).

## Belangrijke resultaten
Van 2001-2003 met Erwin Boers, van 2004-2009 met Nathalie Matthijssen, 2010 met Sandra Mollema,2011 weer met Nathalie Matthijssen.Van 2016 tot 2019 weer met Sandra Mollema. Na seizoen 2019 is William gestopt met racen om zich te concentreren op de race carrière van zijn zoon Lester Matthijssen die in 2021 Wereldkampioen 125cc Speedway werd.
| Kampioenschap            | 2001 | 2002   | 2003  | 2004  | 2005   | 2006 | 2007 | 2008   | 2009 | 2010   | 2011 | 2012   | 2013   | 2014 | 2015 | 2016 | 2017 | 2018 | 2019 |  |
| ------------------------ | ---- | ------ | ----- | ----- | ------ | ---- | ---- | ------ | ---- | ------ | ---- | ------ | ------ | ---- | ---- | ---- | ---- | ---- | ---- |  |
| Nederlands Kampioenschap | Goud | Goud   | Goud  | Goud  | Goud   | Goud | Goud | Goud   | Goud | Goud   | Goud | Goud   | Goud   | Goud | Goud | Goud | Goud | Goud | Goud |  |
| Europees Kampioenschap   |      | Zilver | Brons | Brons | Zilver |      | Goud | Zilver | Goud | Zilver | Goud | Zilver | Zilver |      |      | Goud | Goud | Goud | Goud |  |

### 2008
Op 18 augustus verbeterden William en Nathalie Matthijssen op de baan van Motorclub Eenrum het baanrecord met een gemiddelde snelheid van 104 km/uur. Voormalig voorzitter Jur Bolt overhandigde hen de naar hem genoemde wisselbeker.
In januari 2010 ontvingen William en Nathalie de Hans de Beaufort-beker. Dit is de hoogst haalbare ereprijs in de Nederlandse Motorsport. Zus Nathalie was tevens de eerste vrouw ooit die deze prijs in ontvangst mocht nemen.